# Паскье, Брюно
Брюно Паскье (фр. Bruno Pasquier; род. 10 декабря 1943, Нёйи-сюр-Сен) — французский альтист. Сын альтиста Пьера Паскье, брат скрипача Режиса Паскье.
Окончил Парижскую консерваторию (1961), ученик Этьена Жино. В 1965 г. завоевал первую премию на Музыкальном конкурсе ARD в Мюнхене. В 1965—1985 гг. первый альт оркестра Парижской оперы, в 1985—1990 гг. — Национального оркестра Франции. Также много выступает как ансамблевый музыкант, особенно вместе со своим братом: втроём с виолончелистом Роланом Пиду братья Паскье образовали Новое трио Паскье, названное так в напоминание о Трио Паскье (1927—1974), состоявшем из их отца и двух его братьев, Жана и Этьенна. В дуэте с братом Паскье записал, в частности, Концертную симфонию для скрипки и альта с оркестром Вольфганга Амадея Моцарта, удостоенную в 1995 г. французской музыкальной премии «Виктуар де ля мюзик» в номинации «Лучшая иностранная запись» (в связи с тем, что в исполнении участвовал Льежский филармонический оркестр).
С 1970 г. преподаёт в Парижской консерватории, первоначально как ассистент Сержа Колло, с 1983 г. профессор.